# Leroy H. Watson

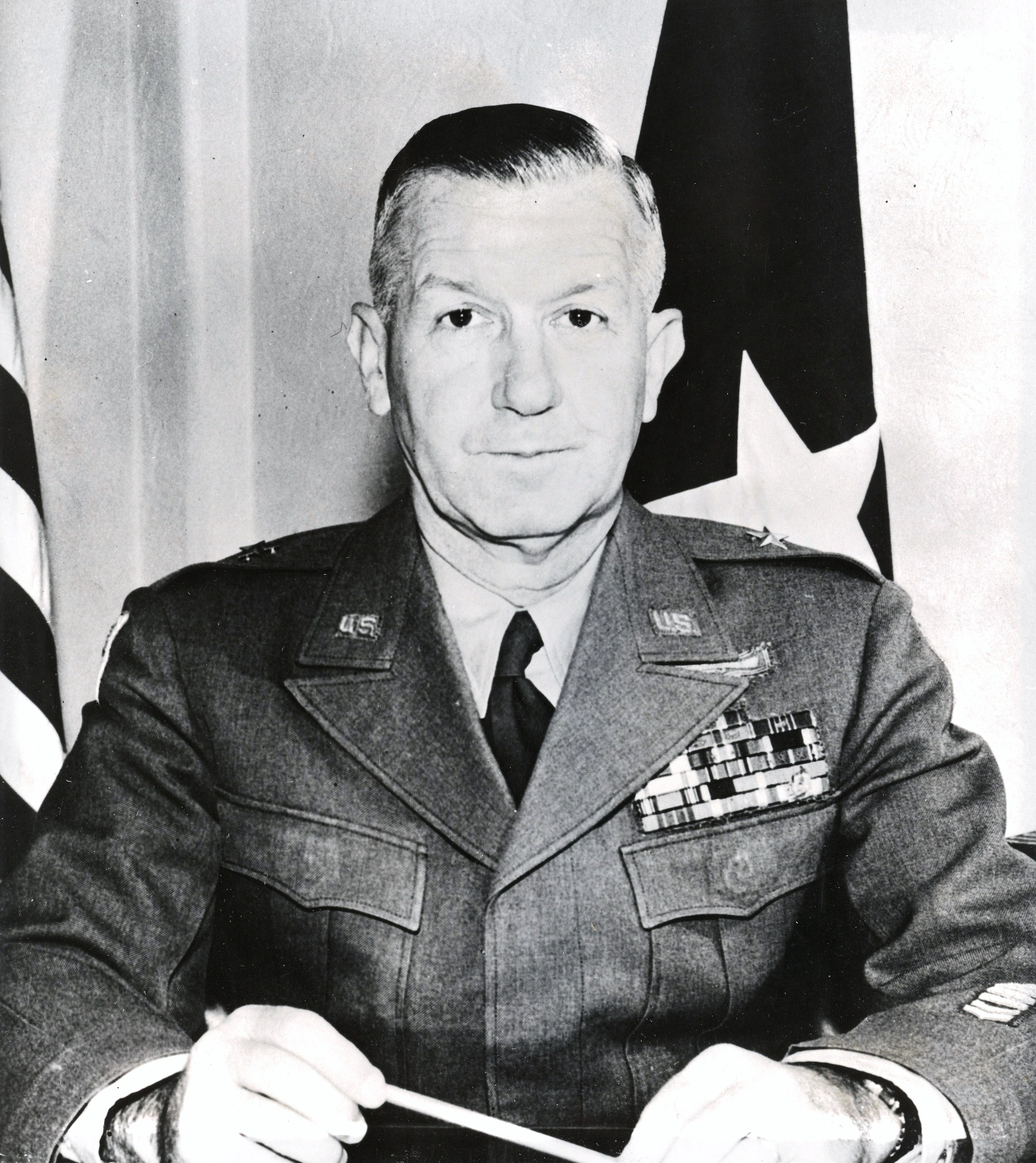
Leroy H. Watson (Ende 1950)

Leroy Hugh Watson (* 3. November 1893 in St. Louis, Missouri; † 12. Februar 1975 in Beverly Hills, Los Angeles County, Kalifornien) war ein Generalmajor der United States Army. Er war unter anderem Kommandeur der 3. Panzerdivision.
Leroy Watson war ein Sohn von George Washington Watson (1848–1903) und dessen Frau Sarah Ann Callahan (1864–1919). In den Jahren 1911 bis 1915 durchlief er die United States Military Academy in West Point. Der Abschlussjahrgang 1915 ging unter dem Namen The class the stars fell on in die Geschichte der Akademie ein, weil von 164 Absolventen 59 (36 %) später die Generalsränge erreichten. Dazu gehörten unter anderem der spätere Fünf-Sterne-General und US-Präsident Dwight D. Eisenhower und Omar N. Bradley, der es ebenfalls bis zum Fünf-Sterne-General brachte. Nach seiner Graduation wurde Watson als Leutnant der Infanterie zugeteilt. In der Armee durchlief er anschließend alle Offiziersränge vom Leutnant bis zum Zwei-Sterne-General.
Im Lauf seiner militärischen Karriere absolvierte er verschiedene Kurse und Schulungen. Dazu gehörten unter anderem der Infantry Officers Course, das Command and General Staff College, die United States Army CBRN School (Chemical Warfare School), den Tank Officer's Course und das United States Army War College.
In seinen ersten Jahren als Offizier wurde Leroy Watson zum 22. Infanterieregiment an der mexikanischen Grenze versetzt, wo er an der Mexikanischen Expedition teilnahm. Später wurde er zum 51. Infanterieregiment versetzt, das der 6. Infanteriedivision unterstand. Mit seinem Regiment nahm er ab Juni 1918 als Teil der American Expeditionary Forces am Ersten Weltkrieg teil. Unter anderem war er an der Maas-Argonnen-Offensive beteiligt. Nach dem Waffenstillstand blieb er bis zum Sommer 1919 in Europa, wo er den amerikanischen Besatzungstruppen in Deutschland angehörte.
Nach seiner Rückkehr in die Vereinigten Staaten setzte Watson seine militärische Laufbahn an verschiedenen Standorten und verschiedenen Positionen fort. Zwischen 1921 und 1925 war er Dozent an der Infantry School in Fort Benning, dem heutigen Fort Moore. Anschließend wurde er an den Panamakanal versetzt, wo er bis 1928 hintereinander zwei Bataillone kommandierte. Es folgte sein Studium am Command and General Staff College, das er im Jahr 1930 erfolgreich abschloss. Anschließend war er als Dozent an dieser Ausbildungseinrichtung tätig.
Im weiteren Verlauf der 1930er Jahre absolvierte er die Chemical Warfare School und das Army War College. Zwischenzeitlich war er in Fort McPherson in Georgia stationiert. Zwischen 1936 und 1940 diente er in der Stabsabteilung G1 (Personal) im Kriegsministerium in Washington, D.C. In den Monaten Juli und August 1940 gehörte er für kurze Zeit dem Stab der 2. Panzerdivision an. Zwischen August 1940 und April 1941 kommandierte Watson das 66. Panzerregiment. Anschließend hatte er bis Februar 1942 den Oberbefehl über das 40. Panzerregiment. In diese Zeit fiel der amerikanische Eintritt in den Zweiten Weltkrieg. Zwischen Februar und August 1942 kommandierte er eine Brigade (Combat Command A) der 3. Panzerdivision. Diese wurde damals noch in den Vereinigten Staaten auf einen Kriegseinsatz vorbereitet. Im August 1942 erhielt Leroy Watson das Kommando über die 3. Panzerdivision. Diese wurde nach weiteren Manövern, unter anderem in Louisiana, im Juni 1943 nach England verlegt. Im Juni 1944 war die Division an der Landung am Omaha Beach beteiligt. Watson behielt sein Kommando über die 3. Panzerdivision bis August 1944. Dann wurde er von Maurice Rose abgelöst. Der Kommandowechsel erfolgte aufgrund der Unzufriedenheit seines Vorgesetzten J. Lawton Collins mit dem seiner Meinung nach schleppenden Vormarsch der Division durch die Normandie.
In der Folge wurde Watson zum Stab der 29. Infanteriedivision versetzt, die ebenfalls auf dem europäischen Kriegsschauplatz eingesetzt war. Er verblieb bis April 1945 bei dieser Einheit. Anschließend kommandierte er mit einer kurzen Unterbrechung bis Ende 1945 die 79. Infanteriedivision.
Danach wurde Watson beim Nürnberger Prozess gegen die Hauptkriegsverbrecher als Kommandeur des International Military Tribunal Commands eingesetzt. Diese Funktion hatte er bis Mai 1948 inne. Er war vor allem für die Sicherheit des Prozesses und für die Verhinderung eventueller Fluchtversuche der Angeklagten verantwortlich.
In der Folge wurde er zur 6. Armee versetzt, deren südlichen Bezirk (Southern Military District) er im Jahr 1948 für einige Zeit kommandierte. Zwischen Juni 1948 und September 1950 kommandierte Leroy Watson den Militärstandort Fort MacArthur in Kalifornien und Fort Lewis im Bundesstaat Washington. Danach erfolgte seine Versetzung zum Stab des Far East Commands in Japan. Dort kommandierte er unter anderem die US Defense Advisory Group Japan. Anfang 1953 schied Watson aus dem aktiven Militärdienst aus.
Leroy Watson verbrachte seinen Lebensabend in Beverly Hills in Kalifornien. Er wurde Vorstandsmitglied der Firma Fletcher Aviation. Seit 1960 saß er acht Jahre lang im Stadtrat von Beverly Hills. In den Jahren 1962 und 1963 war er Bürgermeister dieser Stadt. Zudem engagierte er sich in der Winsor Memorial Heart Research Foundation of Los Angeles. Er starb am 12. Februar 1975 und wurde auf dem Friedhof der Militärakademie West Point beigesetzt.

## Orden und Auszeichnungen
Leroy Watson erhielt im Lauf seiner militärischen Laufbahn unter anderem folgende Auszeichnungen:
- Silver Star
- Legion of Merit
- Bronze Star Medal
- Army Commendation Medal
- Mexican Border Service Medal
- World War I Victory Medal
- Army of Occupation of Germany Medal
- American Defense Service Medal
- American Campaign Medal
- European-African-Middle Eastern Campaign Medal
- World War II Victory Medal
- Army of Occupation Medal
- National Defense Service Medal
- Orden der Ehrenlegion (Frankreich)
- Croix de guerre (Frankreich)
- Orden des Weißen Löwen (Tschechoslowakei)